# Priya Rai
Priya Rai (25 de desembre de 1977 a Nova Delhi, Índia) és una actriu porno retirada i model eròtica estatunidenca. Actualment resideix a Arizona. Priya, va néixer a l'Índia però va viure als Estats Units des dels dos anys. Va començar a posar com a model eròtica després d'abandonar els seus estudis en l'Arizona State University. Els seus començaments es remunten a sessions fotogràfiques de moda i vestits de bany. El 2007, la pornostar india-americana va aparèixer a la web Foxes.com amb els seus nous implants en els pits. Aquest implants van ser retocats l'any 2011 fins a aconseguir una copa I de sostenidor.
En 2009 va ser guardonada amb un Premi AVN a la millor escena lèsbica en grup per la pel·lícula Cheerleaders de Digital Playground. En la mateixa compartia escena amb Jesse Jane, Tommy Gunn, Memphis Monroe i Alexis Texas.

## Premis
- 2009 Premi AVN a la millor escena lèsbica en grup.